# Peter Lovesey
Peter Lovesey (Whitton, 10 settembre 1936 – 10 aprile 2025) è stato uno scrittore britannico di libri gialli, caratterizzati da alcuni personaggi ricorrenti quali il sergente Cribb, l'agente Thackeray, Bertie (ossia Alberto, principe di Galles) e Peter Diamond.

## Opere

### Serie vittoriana (col sergente Cribb e l'agente Thackeray)
- 1970, Wobble to Death
- 1971, The Detective Wore Silk Drawers
- 1972, Abracadaver
- 1973, La vacanza del cappellaio matto (Mad Hatter's Holiday), Milano, Sonzogno, 1975;[2]Collana Speciali del Giallo Mondadori n.26, 2000.[2]
- 1974, Invitation to a Dynamite Party
- 1975, Un fantasma per Cribb (A Case of Spirits), Collana Il Giallo Mondadori n.2773, Mondadori, 2002.[2]
- 1976, Swing, Swing Together
- 1978, La statua di cera (Waxwork), trad. di Mauro Boncompagni, Collana Il Giallo Mondadori n.2793, agosto 2002;[2] I Classici del Giallo Mondadori n.1493, giugno 2025.

### Serie con Bertie (Alberto, principe di Galles)
- 1987, Fotofinish per Bertie (Bertie and the Tinman), Collana Il Giallo Mondadori n.2187, 1990.[2]
- 1990, Bertie e i sette cadaveri (Bertie and the Seven Bodies), Collana Il Giallo Mondadori n.2243, 1992.[2]
- 1993, Delitto al Moulin Rouge (Bertie and the Crime of Passion), Collana Il Giallo Mondadori n.2424, 1995.[2]

### Serie con Peter Diamond
- 1991, L'ultimo detective (The Last Detective), Collana Il Giallo Mondadori n.2334, 1993.[2]
- 1992, Peter Diamond e la bambina senza nome (Diamond Solitaire), Collana Il Giallo Mondadori n.2356, 1994.[2]
- 1995, La chiamata (The Summons), Collana Il Giallo Mondadori n.2484, 1996.[2]
- 1996, Il signore dell'enigma (Bloodhounds), Collana Il Giallo Mondadori n.2532, 1997.[2]
- 1997, Diario di tenebra (Upon a Dark Night), Collana Il Giallo Mondadori n.2572, 1998.[2]
- 1999, La camera segreta (The Vault), Collana Il Giallo Mondadori con il numero 2657, 2000.[2]
- 2002, Una questione privata (Diamond Dust), Collana Il Giallo Mondadori n.2815, 2003.[2]
- 2003, Marea (The House Sitter), Collana Il Giallo Mondadori n.2842, 2004.[2]
- 2007, La ballata degli impiccati (The Secret Hangman), Collana Il Giallo Mondadori n.2989, 2009[2]
- 2009, La collina degli scheletri (Skeleton Hill), Collana Il Giallo Mondadori n.3085, 2013.
- 2011, Colpo di scena (Stagestruck), Collana Il Giallo Mondadori n.3097, 2014.
- 2012, Cadaveri in divisa (Cop to Corpse), Collana Il Giallo Mondadori n.3137, 2015.
- 2013, The Tooth Tattoo
- 2014, The Stone Wife
- 2015, Down Among the Dead Men

### Altri romanzi
- 1982, Il falso ispettore (The False Inspector Dew), trad. di Mauro Boncompagni, Collana Il Giallo Mondadori n.2614, 1999[2]; Collana I Classici del Giallo Mondadori n.1402, 2017.
- 1983, Morire dal ridere (Keystone), Collana Il Giallo Mondadori n.1853, 1984.[2]
- 1986, L'acre sapore del sidro (Rough Cider), Collana Il Giallo Mondadori n.2715, 2001.[2]
- 1989, Amiche per la pelle (On the Edge), Collana Il Giallo Mondadori n.2164, 1990.[2]
- 2000, The Reaper
- 2005, Circolo di fuoco (The Circle), Collana Il Giallo Mondadori n.2907, 2006.[2]
- 2008, Cacciatori di teste (The Headhunters), Collana Il Giallo Mondadori n.3044, 2011.[2]

## Premi letterari
- Nel 1978 vince il premio Silver Dagger Award con il romanzo Waxwork.
- Nel 1982 vince il premio Gold Dagger Award con il romanzo The False Inspector Dew.
- Nel 1987 vince il premio Prix du Roman d'Aventures con il romanzo A Case of Spirits (in francese Le Médium a perdu ses esprits)
- Nel 1992 vince l'Anthony Award con il romanzo The Last Detective.
- Nel 1995 vince il premio Silver Dagger Award con il romanzo The Summons.
- Nel 1996 vince il premio Silver Dagger Award con il romanzo Bloodhounds.
- Nel 1997 vince il Premio Macavity con il romanzo Bloodhounds.
- Nel 1997 vince il Premio Barry per il miglior romanzo con Bloodhounds.
- Nel 2000 vince il premio Cartier Diamond Dagger.
- Nel 2004 vince il Premio Macavity con il romanzo The house sitter.
- Nel 2008 vince il Premio Agatha alla carriera.